# Plebania w Heřmánkovicach
Plebania w Heřmánkovicach – plebania w miejscowości Heřmánkovice, położonej w Czechach, w kraju hradeckim, w Sudetach Środkowych.

## Historia
Księga pamiątkowa miejscowości pisze o budowie plebanii, która miała służyć mieszkańcom wsi, a później parafii. Księga powstała w 1836, czerpiąc jednak informacje ze starszej, niezachowanej kroniki. Budynek powstał w 1783 z inicjatywy opata broumovskiego Stephanusa Rautenstraucha (1773–1785), członka rady dworskiej cesarzowej Marii Teresy. Wcześniej, czyli od 1628, Heřmánkovice jako filia należały do parafii w Šonovie. Podczas kasaty józefińskiej z 1785 budynek widnieje pod numerem 2 i oznaczony jest słownie H[ermsdorf]. Pfarrers Hof. czyli fara.

## Opis
Plebania zbudowana na planie prostokąta, kryta czterospadowym dachem mansardowym. Postawiona na wzniesieniu obok cmentarza, gdzie znajduje się zabytkowy barokowy kościoła pw. Wszystkich Świętych, wzniesiony w latach 1722–1723, należący do broumovskiej grupy kościołów. Kompleks kościelny stanowi centrum obszaru kultowego razem z zabytkową kostnicą, murem cmentarnym i rzeźbą kalwaryjską postawioną poniżej. Autor budowli jest nieznany, lecz formą i jakością wykonania plebania plasuje się na równi z budowlą kościoła Kiliana Dientzenhofera i wraz z nim dopełnia przestrzeń sakralną w centrum wsi.

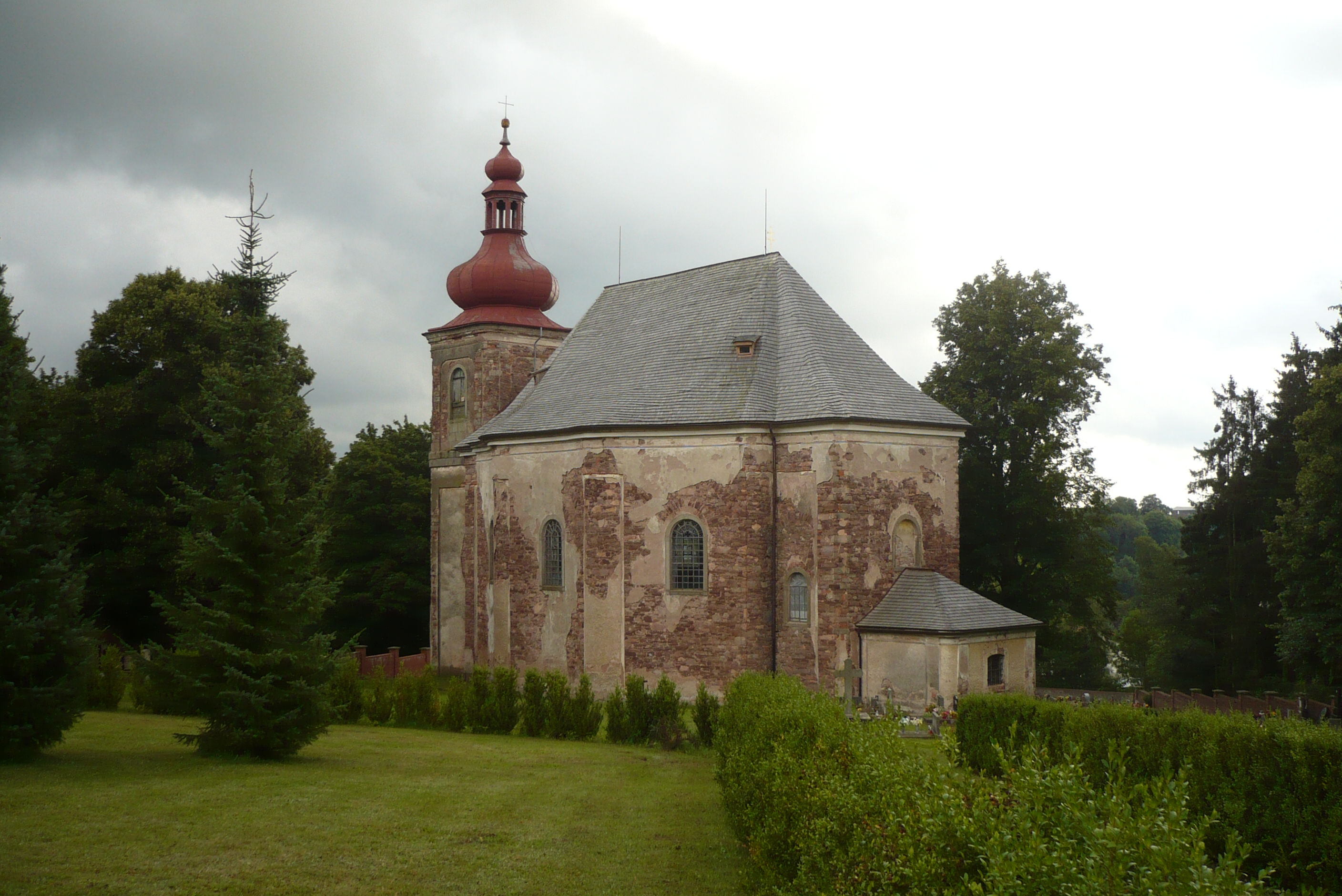
Kościół
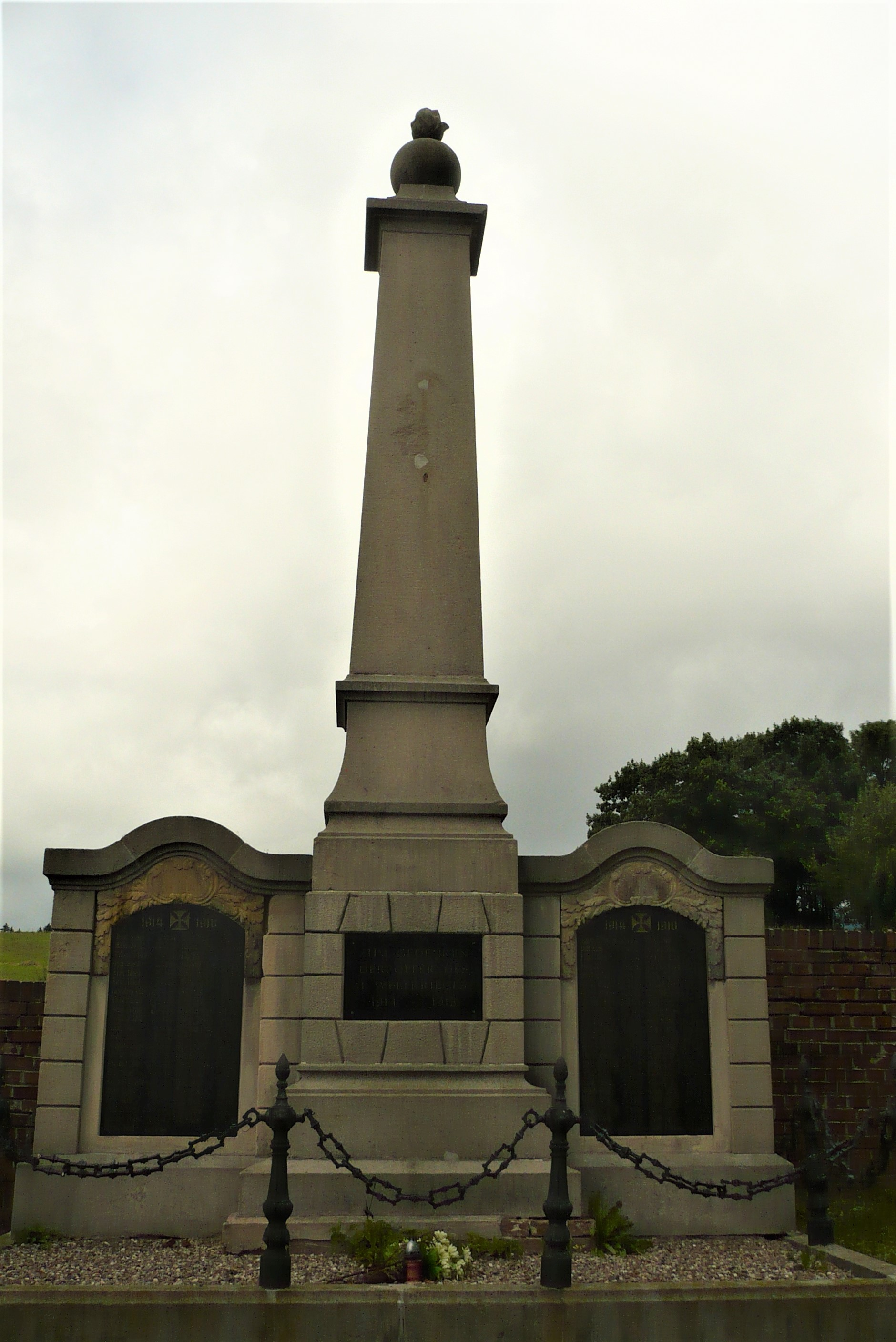
Pomnik poległych
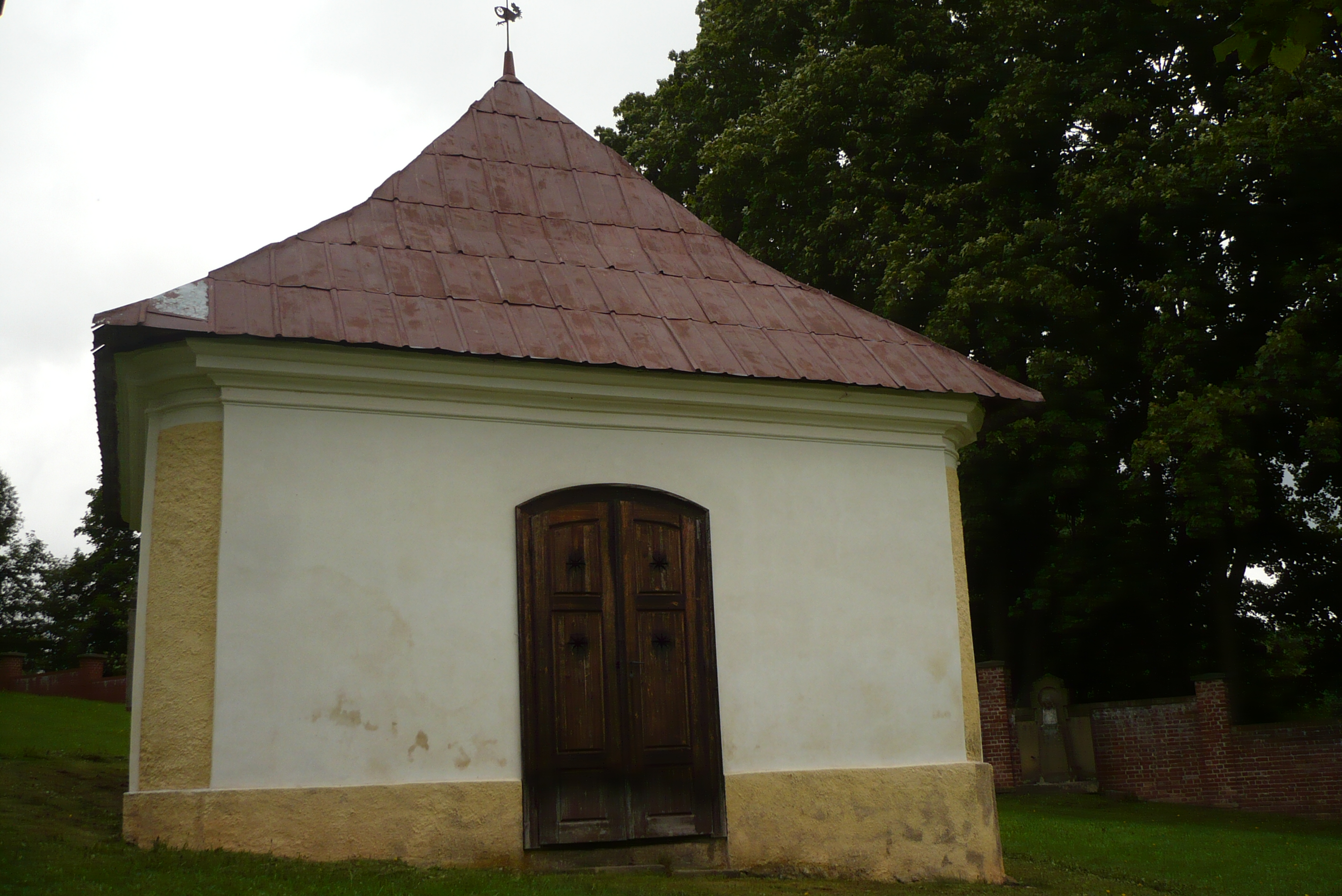
Kostnica w Heřmánkovicach
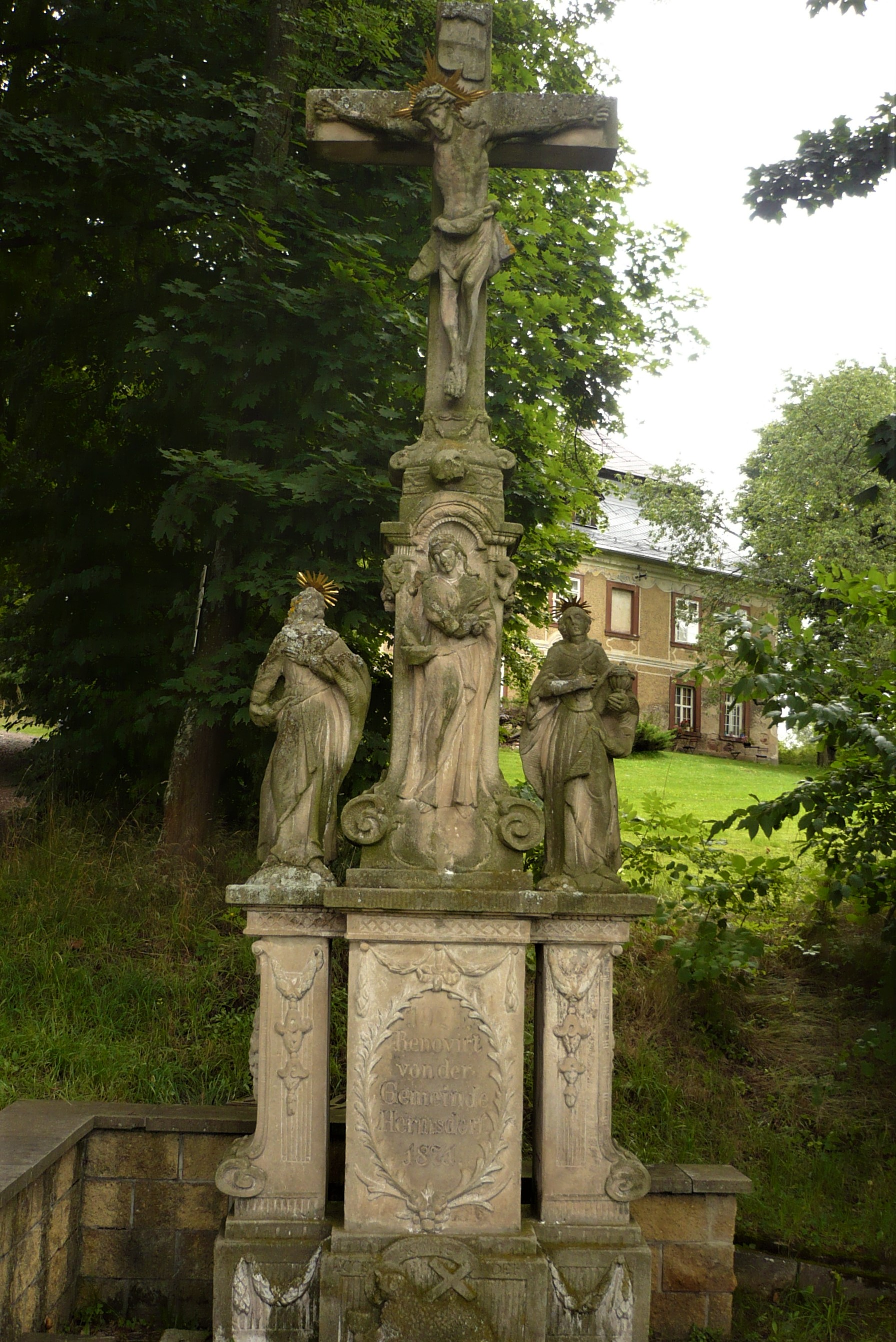
Krzyż poniżej cmentarza